# 11262 Drube
11262 Drube eller 1979 MP3 är en asteroid i huvudbältet som upptäcktes den 25 juni 1979 av de båda amerikanska astronomerna Eleanor F. Helin och Schelte J. Bus vid Palomarobservatoriet. Den är uppkallad efter Line Drube.
Asteroiden har en diameter på ungefär 3 kilometer.